# هارب متقاطع
هارب متقاطع cross-strung harp عبارة عن هارب متعدد المسارات يحتوي على صفين من الأوتار التي تتقاطع دون لمس. 
وبينما تعزف النغمات العرضية على هارب الدواسة عبر الدواسات وعلى هارب الرافعة باستخدام الرافعات، يتميز الهارب المتقاطع بصفين بحيث يكون لكل من النغمات النصفية الاثني عشر للسلم الموسيقي خيوط خاصة بها.